# Ermida (São Tomé)
Ermida é uma aldeia de São Tomé e Príncipe, localiza-se no Distrito de Caué, ilha de São Tomé, próxima às localidades de Rosário e de Vale Carmo.